# 塔布马先蒿
塔布马先蒿（学名：Pedicularis takpoensis），为玄参科马先蒿属下的一个种。

## 扩展阅读
維基物種上的相關：塔布马先蒿